# 双螺旋 (电视剧)
《双螺旋》（英語：Helix）是美国电视频道Syfy于2014年1月10日至2015年4月10日播出的科幻惊悚电视连续剧。该剧讲述了一组来自美国疾控中心的科学家在北极的一处研究所调查一种神秘的变异病毒。在那里，他们发现自己陷入了可能决定人类未来存亡的局面中。
在2015年4月29日，Syfy宣布该剧在播出两季后取消。

## 演员

### 主演
- 比利·坎贝尔 饰演 Dr. Alan Farragut
- 真田广之 饰演 Dr. Hiroshi Hatake
- 凯拉·扎戈尔斯基（英语：Kyra Zagorsky） 饰演 Dr. Julia Walker
- 马克·加尼姆（英语：Mark Ghanimé） 饰演 Major Sergio Balleseros
- 麥特·朗 饰演 Dr. Kyle Sommers

## 系列總覽
| 季度 | 季度 | 集数 | 播出日期      | 播出日期      |
| 季度 | 季度 | 集数 | 该季度第一集  | 该季度大结局  |
| ---- | ---- | ---- | ------------- | ------------- |
|      | 1    | 13   | 2014年1月10日 | 2014年3月28日 |
|      | 2    | 13   | 2015年1月16日 | 2015年4月10日 |